# Хеда Габлер (југословенски филм из 1961)
„Хеда Габлер“ је југословенски телевизијски филм из 1961. године. Режирао га је Марко Фотез, а сценарио је писао Хенрик Ибсен.

## Улоге
| Глумац           | Улога |
| ---------------- | ----- |
| Марија Црнобори  |       |
| Ирена Колесар    |       |
| Невенка Микулић  |       |
| Предраг Тасовац  |       |
| Јовиша Војиновић |       |
| Стево Жигон      |       |